# 루치에 체르니코바
루치에 체르니코바(체코어: Lucie Černíková, 1981년 12월 19일 ~ )는 체코의 배우이다.